# Droga Knurowska

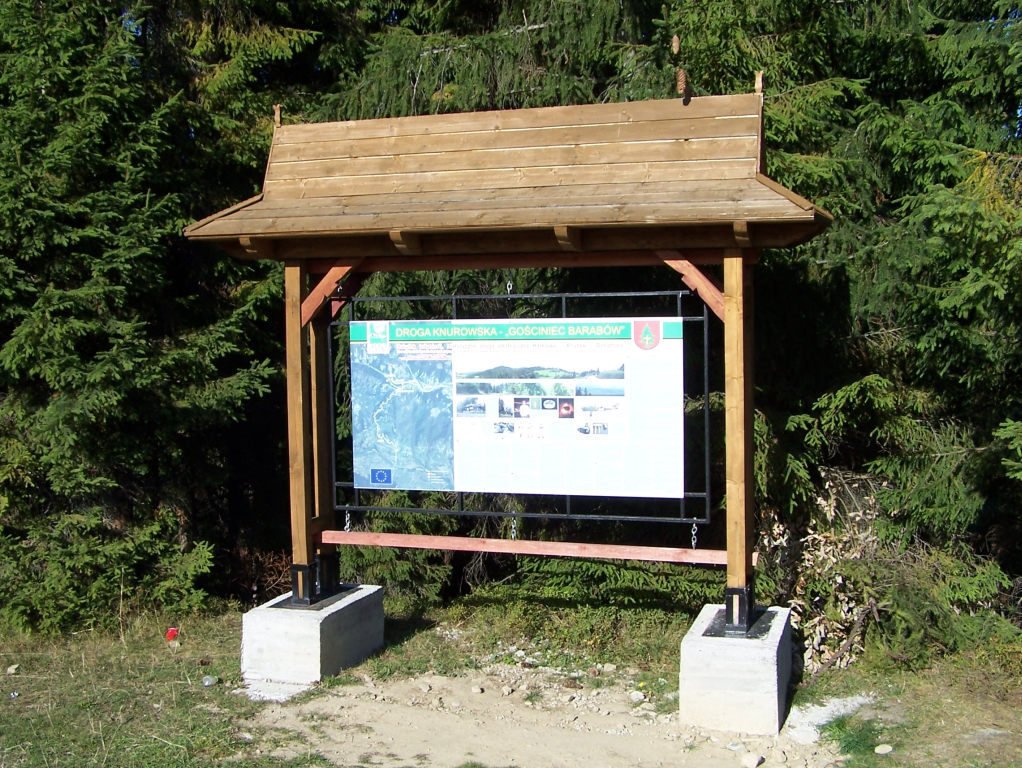
Jedna z tablic informacyjnych Drogi Knurowskiej w rejonie przełęczy

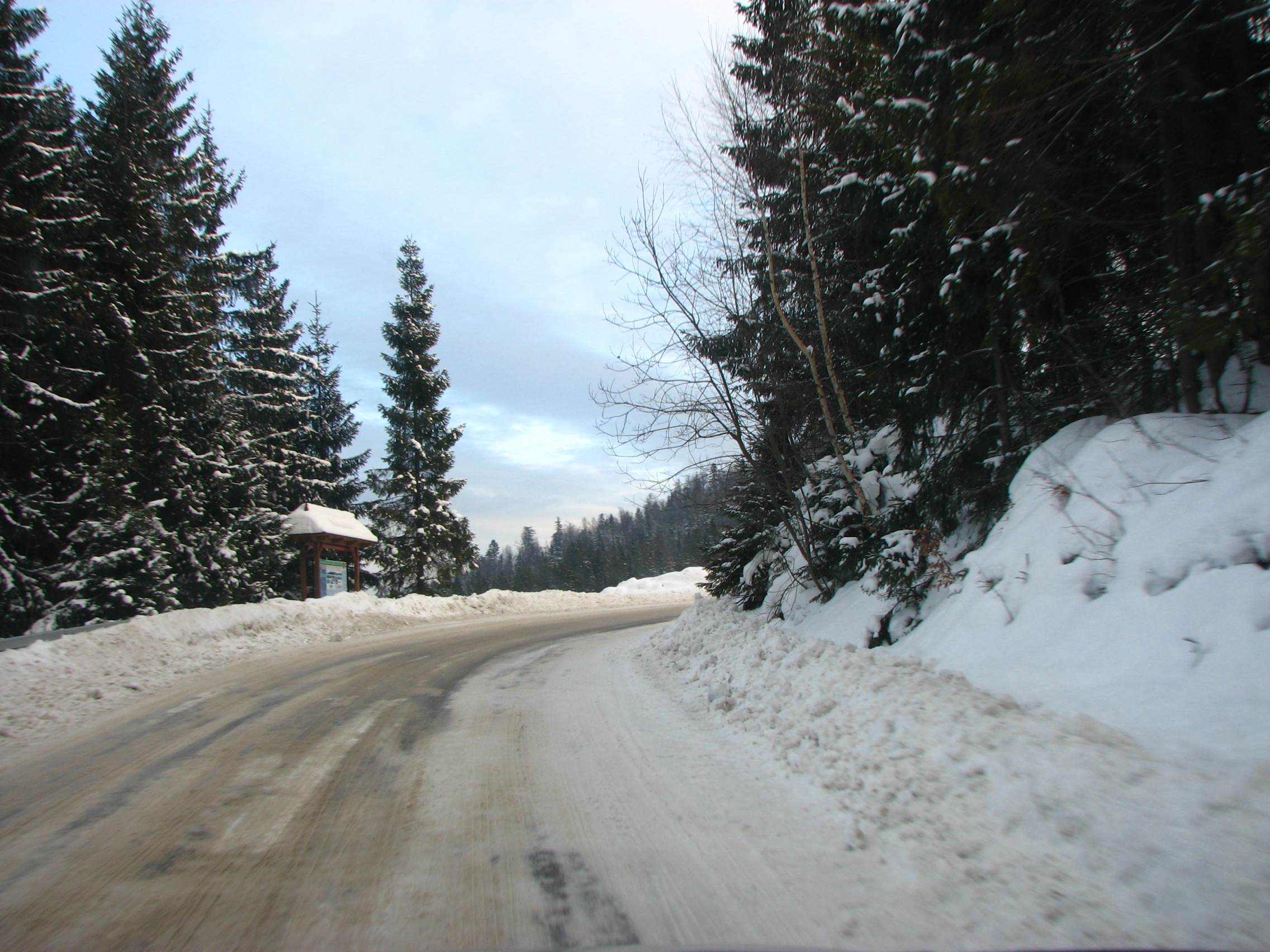
Zimowy wygląd Drogi Knurowskiej

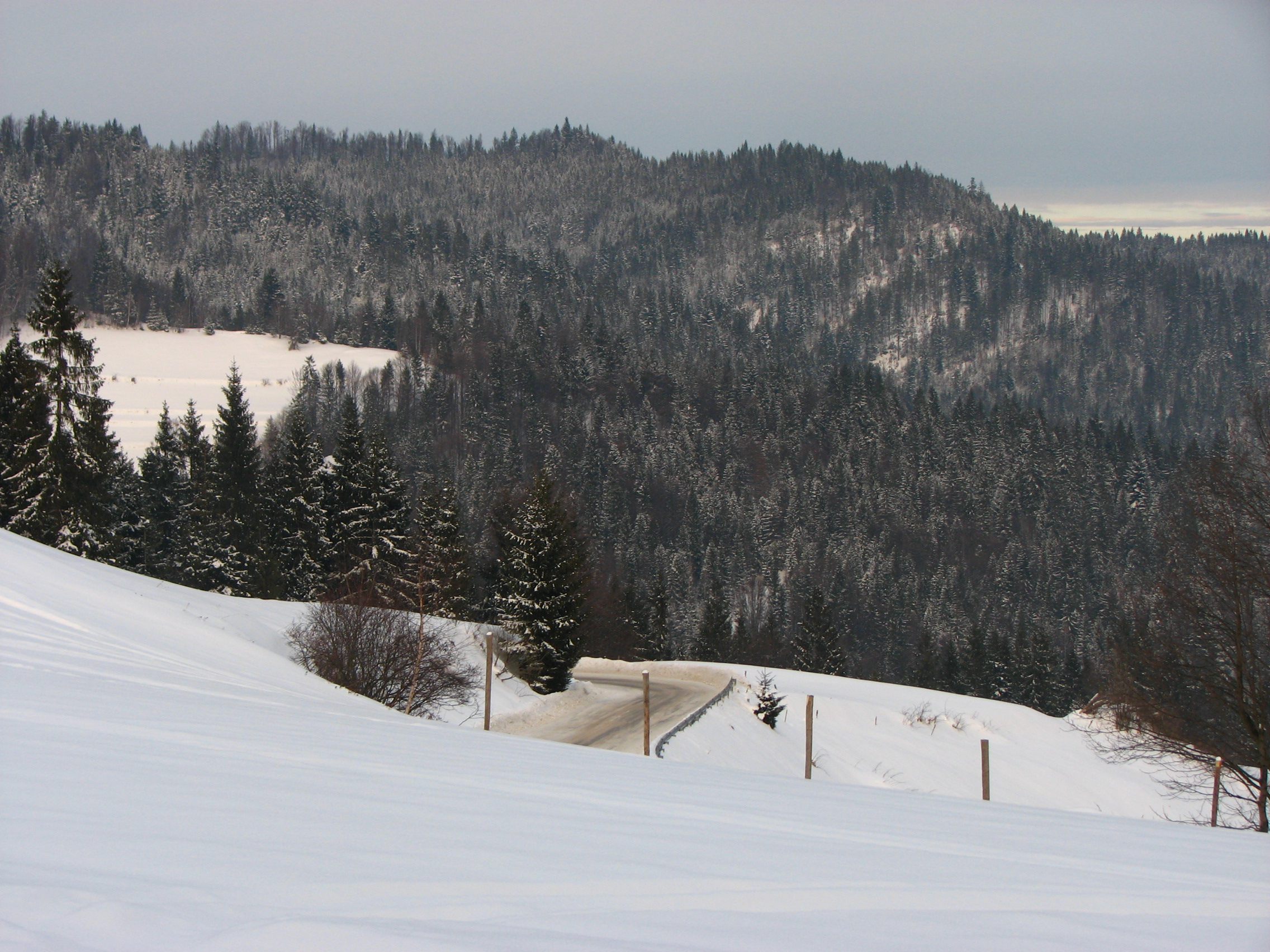
Spojrzenie na drogę z Przełęczy Knurowskiej

Droga Knurowska zwana też Gościńcem Barabów – zabytek wojskowej inżynierii drogowej z przełomu XIX i XX wieku, a zarazem ciekawa droga widokowa. Można z niej podziwiać kilka pasm górskich: Gorce, Beskid Sądecki, Pieniny, Magurę Spiską, Góry Lewockie i pełną panoramę Tatr, z rozległymi widokami na Podhale, Spisz i południowe stoki Gorców oraz śródgórskiej doliny Ochotnicy. Obecnie przebiega tędy droga powiatowa nr 25404 Harklowa – Tylmanowa.
Droga powstała około 1911 roku, w miejscu średniowiecznego szlaku pozwalającego górami skrócić drogę ze Starego Sącza na Podhale. Chętnie używali go handlarze koni. To właśnie obejście, ze staropolska zwane „ochodnik”, dało początki nazwie wsi Ochotnica Dolna i Ochotnica Górna (lokowanej przez króla Władysława Jagiełłę w 1416 roku). Stara droga była bardzo niewygodna, gdyż wymagała pokonania kilkuset metrów stromych podjazdów i zjazdów, aby pokonać Przełęcz Knurowską (846 m n.p.m.). Droga nie była utwardzona, więc rozmywały ją roztopy i potoki spływające z gór. Ślady starej drogi są dziś widoczne w lesie po obu stronach przełęczy.
Na przełomie XIX i XX wieku stara droga nie nadawała się do jakichkolwiek celów wojskowych. W tym czasie teren Podhala należał do Galicji, jednego z krajów koronnych Austro-Węgier. Na pierwszą dekadę XX wieku przypada okres zmian w doktrynie obronnej monarchii. Ich gorącym zwolennikiem był szef sztabu cesarskich i królewskich sił zbrojnych gen. Franz Conrad von Hötzendorf. Stawiał on na walkę manewrową, przywiązując mniejsze znaczenie do rozbudowy potężnych twierdz galicyjskich: Krakowa i Przemyśla. W tym czasie modernizowany był także tabor wojsk transportowych; pojawiły się pierwsze oddziały samochodów ciężarowych oraz ciągniki artyleryjskie. Z tych powodów konieczne były nowe drogi, pozwalające na łatwy przerzut dużych jednostek wojskowych. Dla galicyjskiego obszaru manewrowego najważniejsza była możliwość przesuwania wojsk równolegle do pasa Karpat. Temu służyła m.in. Galicyjska Kolej Transwersalna, otwarta w 1884 roku. Do tego też celu miała służyć zbudowana całkowicie od podstaw Droga Knurowska. Droga podczas I wojny światowej nie spełniła jednak żadnej roli.
Droga Knurowska pojawia się na mapie wojskowej wydanej w 1914 roku, musiała więc istnieć kilka lat wcześniej. Zaprojektowano ją jako drogę wojskową I kategorii, o utwardzonej nawierzchni tłuczniowej na elastycznej podbudowie kamiennej (system MacAdam), o szerokości jezdni 5 m. Dystans około 6 km i około 300 m wysokości pomiędzy doliną Dunajca w Harklowej a Przełęczą Knurowską pokonuje w 34 zakrętach. Dystans dalszych 4 km od przełęczy do przysiółka Ustrzyk w Ochotnicy Górnej (różnica wysokości ok. 117 m) droga pokonuje trzema zakrętami. Na drodze zbudowano kilkanaście kamienno-betonowych przepustów i dwa mosty: jeden kamienny, łukowy most u wylotu doliny Furcówki (istniejący do dziś), drugi, potężny most drewniany na Dunajcu (dziś nie istnieje, przebudowany na nowoczesny most żelbetowy). Jednakowy, niewielki spadek drogi i ostre zakręty dostosowane były głównie do ruchu pojazdów konnych. Na zakrętach wyprofilowano tzw. mijalnie, czyli poszerzenia umożliwiające wyminięcie się kolumn wojskowych, długich zaprzęgów oraz możliwość odpoczynku zwierząt pociągowych bez tarasowania drogi. W celu zamaskowania drogi wzdłuż jej przebiegu posadzono szpalery jesionów. Budowę dróg nadzorowali inżynierowie włoscy, zapewne poddani cesarza Franciszka Józefa I z Tyrolu lub z rejonu Triestu. Droga była budowana siłami robotników najmowanych do robót rządowych i publicznych, nazywanych na Podhalu „barabami”. Dlatego Droga Knurowska nazywana jest też „Gościńcem Barabów”.
Jeszcze przed 1939 droga była dostępna dla autobusów. We wrześniu 1939 drogą wiódł szlak bojowy niemieckiej 2 Dywizji Górskiej. Droga obserwowana była przez patrolowy oddział wojska polskiego z gołębiami pocztowymi. W związku z rażącą dysproporcją sił nie podjęli oni walki, wysłali tylko informację do sztabu za pomocą gołębi pocztowych i wycofali się. W końcu XX wieku droga była zaniedbana i wyboista, jednak po przystąpieniu Polski do Unii Europejskiej została wyremontowana. 20 września 2006 roku przy filii Szkoły Podstawowej w przysiółku Ustrzyk Ochotnicy Górnej odbyło się uroczyste otwarcie odcinka historycznej drogi wojskowej, wyremontowanej ze środków Unii Europejskiej (na odcinku 5 km), w ramach Programu Briggs–Phare Współpracy Przygranicznej Polska-Słowacja oraz Gminy Ochotnica Dolna.
Dojazd:
- z drogi wojewódzkiej nr 969 skręt we wsi Harklowa na Knurów.
- z drogi wojewódzkiej nr 969 skręt we wsi Tylmanowa na Ochotnicę Górną[5].

Na Przełęczy Knurowskiej droga krzyżuje się ze szlakiem turystyki pieszej szlak turystyczny czerwony (Główny Szlak Beskidzki).